# Frederik I van Württemberg (hertog)
Frederik I (Mömpelgard, 19 augustus 1557 - Stuttgart, 29 januari 1608) was graaf van Mömpelgard en sinds 1593 hertog van Württemberg.
Frederik was de zoon van graaf Georges I van Württemberg en Barbara van Hessen, een dochter van Filips I van Hessen. Frederik verbleef tijdens zijn jeugd aan het Württembergse hof te Stuttgart waar hertog Christoffel zich persoonlijk met zijn opvoeding bemoeide. Van 1571 tot 1574 zat hij op het latere Collegium Illustre in Tübingen en bezocht naast verschillende Duitse hoven ook Denemarken, Oostenrijk, Frankrijk, Italië en Engeland.
In 1581 trouwde hij met Sybilla van Anhalt, dochter van Joachim Ernst van Anhalt, en werd vader van:
- Johan Frederik (1582-1628)
- Sybilla Elisabeth (1584-1606), gehuwd met keurvorst Johan George I van Saksen,
- Lodewijk Frederik (1586-1631), stichter van de jonge zijlijn Württemberg-Mömpelgard
- Julius Frederik, stichter van de zijlijn Württemberg-Weiltingen, bijg. de Julianische lijn
- Philippe Frederik (1589)
- Eva Christina (1590-1657), huwde met Johan George van Brandenburg
- Frederik (1591-1631)
- Agnes (1592-1629), huwde met Franz Julius van Saxony-Lauenburg, zoon van Frans II van Saksen-Lauenburg
- Barbara (1593-1627), huwde met markgraaf Frederik V van Baden-Durlach
- Magnus (1594–1622), hertog van Württemberg-Neuenbürg
- August (1594-1622)
- Anna (1597-1650).

In 1593 erfde hij de hertogelijke macht en het gezag over heel Württemberg. Daarmee voegde hij Mömpelgard bij het hertogdom Württemberg.